# Dinisłam Bammatow
Dinisłam Chizrijewicz Bammatow (ros. Динислам Хизриевич Бамматов; ur. 24 października 2001) – rosyjski zapaśnik startujący w stylu klasycznym. 
Zajął trzynaste miejsce na mistrzostwach Europy w 2025.
Drugi na MŚ U-23 w 2024. Trzeci na ME U-23 w 2024. Mistrz świata juniorów w 2021. Wicemistrz Europy juniorów w 2021. Mistrz Rosji w 2023 roku.